# Isoperla marlynia
Isoperla marlynia és una espècie d'insecte plecòpter pertanyent a la família dels perlòdids.

## Hàbitat
En el seu estadi immadur és aquàtic i viu a l'aigua dolça, mentre que com a adult és terrestre i volador.

## Distribució geogràfica
Es troba a Nord-amèrica: el Canadà (Manitoba, Nova Brunswick, Nova Escòcia, Ontario, el Quebec i Saskatchewan) i els Estats Units (Colorado, Iowa, Illinois, Indiana, Kansas, Massachusetts, Kentucky, Maine, Michigan, Minnesota, Nebraska, Nou Hampshire, Nova Jersey, Oklahoma, Pennsilvània, Carolina del Sud, Virgínia, Wisconsin i Virgínia de l'Oest).